# アラン・ロシュ
アラン・ロシュ（Alain Roche, 1967年10月14日 - ）は、フランス・ブリーヴ＝ラ＝ガイヤルド出身で元同国代表の元サッカー選手。ポジションはDF。2023年現在はCanal+のコンサルタントを務めている。

## 経歴
ボルドーでの4シーズンで公式戦200試合以上に出場、PSGでも公式戦200試合以上に出場した。リーグ・アンでは通算400試合以上に出場した。PSGでは、リーグ・アン、UEFAカップウィナーズカップなどのタイトルを獲得。1994-95シーズン、 クープ・ドゥ・ラ・リーグ決勝のバスティア戦では決勝点を挙げた。
バレンシア時代の1998-99シーズン、 コパ・デル・レイ 準決勝のレアル・マドリードとの対戦では2得点を挙げ、決勝進出に貢献、決勝でアトレチコ・マドリードを破って優勝した。
フランス代表には1988年11月19日にユーゴスラビア戦でデビュー。1996年のUEFA EURO '96で3試合に起用されるなど、通算25試合の代表キャップがある。

## タイトル
ボルドー
- リーグ・アン : 1986-87
- クープ・ドゥ・フランス : 1985-86, 1986-87

マルセイユ
- リーグ・アン : 1989-90

PSG
- リーグ・アン : 1993-94
- クープ・ドゥ・フランス : 1992–93, 1994–95, 1997–98
- クープ・ドゥ・ラ・リーグ : 1994–95, 1997–98
- UEFAカップウィナーズカップ : 1995-96

バレンシア
- コパ・デル・レイ : 1998-99
- UEFAインタートトカップ : 1998

フランス
- UEFA U-21欧州選手権 : 1988